# باشگاه فوتبال هبار پازارجیک
باشگاه فوتبال هبار پازارجیک (بلغاری: Футболен клуб Хебър) یک باشگاه فوتبال در شهر پازارجیک بلغارستان است. این باشگاه در لیگ حرفه‌ای دسته دوم فوتبال بلغارستان بازی می‌کند. این باشگاه در سال ۱۹۱۸ تأسیس شده‌است.